# A fekete eső (regény)

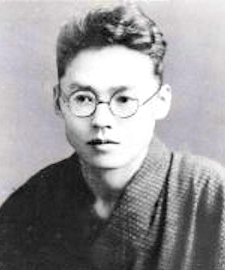
Ibusze Maszudzsi

A fekete eső Ibusze Maszudzsi világhírű regénye, eredeti címén 黒い雨 (kuroi ame). 1965-ben adták ki először. Magyarországon az Európa Könyvkiadó jelentette meg Dávid Gábor fordításában 1978-ban.

## Szereplők
- Sidzuma Sigemacu – a Bombázási Napló írója
- Sidzuma Sigeko – Sigemacu felesége
- Jaszukó – Sigemacu unokahúga
- Sókicsi és Kotaro – Sigemacu legjobb barátai
- Iatake Kirosi – tartalékos orvos, akinek felhasználják a feljegyzéseit

## Cselekmény
|  | Alább a cselekmény részletei következnek! |

A regény az 1945. augusztus hatodikai atombomba bevetésről szól Hirosimában. Az atomkatasztrófa és a sugárbetegség szörnyűségeit mutatja be Sidzuma Sigemacu és családjának az életével. Sigemacu a feleségével és unokahúgával Kobatakéban él, mely egy kisebb falu Hirosimától pár kilométerre. A robbanás Sigemacut csak közvetetten érte, és csak az arca égett meg kicsit, feleségének Sigekónak semmilyen tünete nem volt, de unokahúgának Jaszukóra ráhullott a gombafelhőből az úgy nevezett fekete eső. Ennek következtében nagyon elharapódzik rajta a sugárbetegség.
Jaszukó még hajadon, és férjet keresnek neki. Csinos lány, de köztudott, hogy a városban volt a robbanáskor. Sigemacu elhatározza, hogy ír egy naplót (Bombázási Napló), melyben pontosan levezeti az udvarlók számára, hogy mit csinált unokahúga a katasztrófa idejében. Ezzel bizonyítva, hogy szerinte nem fertőzött. Nagyon részletesen – szinte óráról órára – írja le a történéseket. Sokszor már túlzottan naturalista képekkel is.

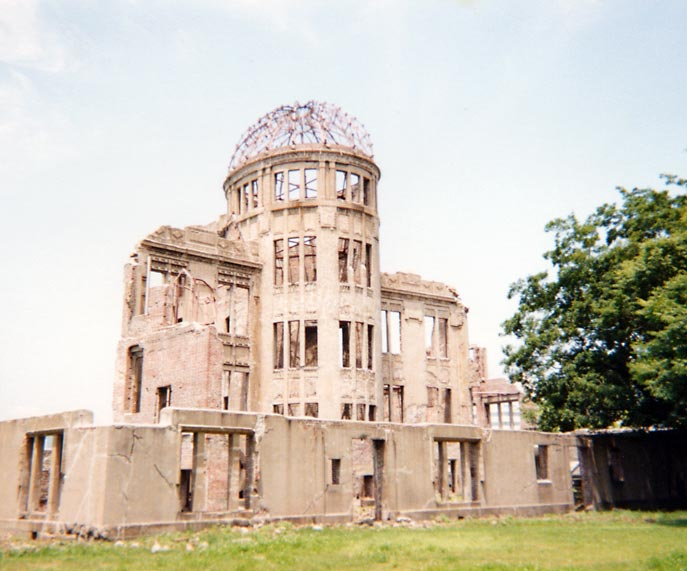
A hirosimai Atombomba-dóm

A mű kétharmadánál befejeződik a napló, mivel Jaszukó állapota elkezdett romlani. Hullani kezdett a haja és a fogai. Kórházba került, és szinte teljesen kezdte elveszteni reményét. Ekkor Sigemacu megszerzi egy katona (a háború előtt és utána tartalékos orvos) naplóját, akinek súlyosabb tünetei voltak, de felépült a betegségéből. Ugyanazt a kezelést próbálják Jaszukónál is alkalmazni. Állapota hullámzott.
A regény vége egy elvarratlan szál. Nem tudjuk meg, mi lett a fiatal lány sorsa, de a befejezés stílusa azt sejteti, hogy nem élte túl a sugárbetegséget.
|  | Itt a vége a cselekmény részletezésének! |

## Magyarul
- A fekete eső, fordítás: Dávid Gábor, Európa, Budapest, 1978, ISBN 963-07-1482-5

## Film
A regény alapján Imamura Sóhei rendezett filmet 1989-ben ugyancsak 黒い雨 (Fekete eső) címen. A film elég sok helyen eltér a regény cselekményétől, de ennek ellenére nagyon sikeres alkotás lett. Több japán és nemzetközi filmfesztiválon nyert díjakat, és ezeken kívül számosra nevezték is.
| Filmfesztivál                    | Kategória                                            |
| -------------------------------- | ---------------------------------------------------- |
| Japán Akadémiai díj              | legjobb női alakítás, legjobb rendező, legjobb film, |
| Kék Szalag Díj                   | legjobb női alakítás                                 |
| Cannes-i filmfesztiál            | technikai nagydíj                                    |
| Flanders Nemzetközi filmfesztiál | Georges Delerue díj, Arany Sarkantyú-díj             |
| Hochi Film Díj                   | legjobb női alakítás, legjobb rendező, legjobb film  |
| Kinema Junpo Díj                 | legjobb női alakítás, legjobb rendező, legjobb film  |
| Sant Jordi Díj                   | legjobb idegen film                                  |